# 666.667 Club
666.667 Club è il quinto album in studio del gruppo rock alternativo francese Noir Désir.
Rolling Stone Magazine (edizione francese) l'ha inserito al 12º posto nella classifica dei migliori album rock francesi.
Testi e arrangiamenti di Bertrand Cantat e Noir Désir, tranne Septembre, en attendant.

## Tracce
1. 666.667 Club – 3:41
2. Fin de siècle – 5:34
3. Un jour en France – 3:13
4. À ton étoile – 4:27
5. Ernestine – 4:42
6. Comme elle vient – 2:25
7. Prayer for a Wanker – 3:09
8. Les Persiennes – 4:09
9. L'Homme pressé – 3:46
10. Lazy – 5:34
11. À la longue – 4:27
12. Septembre, en attendant – 3:01 (Bertrand Cantat & Frédéric Vidalenc)
13. Song for JLP (ghost track dedicata a Jeffrey Lee Pierce, cantante dei Gun Club deceduto nel 1996) – 2:21